# An-Nasir Muhammad IV.
an-Nasir Muhammad IV. († 1498) war Sultan der Mamluken in Ägypten von 1496 bis 1498.
Nach dem Tod von Sultan Kait-Bay in der Nacht vom 7. auf den 8. August 1496 übernahm sein Sohn an-Nasir Muhammad unverzüglich den Thron. Dennoch brach bald darauf ein Bürgerkrieg aus, der das Mamlukenreich während der folgenden vier Jahre vor allem außenpolitisch lähmen sollte, was sich angesichts des immer mächtiger werdenden Osmanischen Reichs im Norden als fatal erweisen sollte.
Im Oktober 1498 wurde Sultan an-Nasir Muhammad im Zug eines blutigen Staatsstreichs ermordet und sein Onkel mütterlicherseits, az-Zahir Qansuh I., nahm seinen Platz an der Spitze des Reichs ein. Der osmanische Sultan Bayezid II. soll nach zeitgenössischen mamlukischen Quellen erschüttert darüber gewesen sein, dass ein durch dynastische Erbfolge auf den Thron gelangter Herrscher wie er selbst abgesetzt und von seinen eigenen Leuten ermordet worden war.